# Stor-Rösttjärnen
Stor-Rösttjärnen är en sjö i Härjedalens kommun i Hälsingland och ingår i Ljungans huvudavrinningsområde.